# Sidi Hamadouche
Pour les articles homonymes, voir Hamadouche.
Sidi Hamadouche (anciennement Les Trembles) est une commune de la wilaya de Sidi Bel Abbès en Algérie.

## Géographie
La region est arrosée par l’artère maîtresse de la Mekerra et son affluent de rive gauche l’Oued Sarno, qui descend des Monts du Tessala.

### Localités de la commune
- Sidi Hamadouche
- Zelifa
- Zaouia
- Delahim

### Situation
| Aïn Thrid | Tafraoui (Wilaya d'Oran) ; Aïn El Berd |                    |
| Aïn Thrid | Sidi Hamadouche                        | Boudjebaa El Bordj |
| Aïn Thrid | Sidi Brahim ; Zerouala                 | Zerouala           |

## Histoire
Cette plaine a été peuplée par des Berbères nomades qui se sont mis à la culture vers le IIIe siècle av. J.-C. au IIe siècle av. J.-C., les Romains sont établis dans la région, construisant un fort sur le Djebel Tessala.
Au XIVe siècle la tribu des Beni Ameurs, venue d'Arabie, est refoulée par les gens de Tlemcen. De 1732 à 1792, les Espagnols d’Oran échouent dans plusieurs tentatives contre la plaine.
D’après la carte du général Pelet de 1838, la région septentrionale est peuplée par les Ouled Sidi Brahim.
En 1839, les Beni Ameurs occupent le Tessala et débordent sur les vallées des Oued Sarno et Mékerra. Le Maréchal Clauzel les oblige à émigrer au Maroc. À cette époque les Hadjez, éleveurs nomades s’établissent notamment autour du Marabout de Sidi Hamadouche.
En 1849, le capitaine du génie Prudon y élabore un projet d’installation de villages agricoles, destinés aux colons. En 1850, le village des Trembles est créé près du Marabout de Sidi Hamadouche ; c’est le plus ancien des centres de la plaine avec Boukhanéfis et Sidi Khaled (Sidi Bel Abbès).

## Administration
Près de Sidi Hamadouche, il y a un grand émetteur de radio en ondes moyennes qui diffuse les émissions de la Chaîne 1 sur 549 kHz avec une puissance de 600 kW.
L'un des trois mâts de cette installation, situé à 35°17'16N et 000°34'57W à 270 mètres de hauteur fait partie des plus grandes structures en Algérie.